# Lopud (miejscowość)

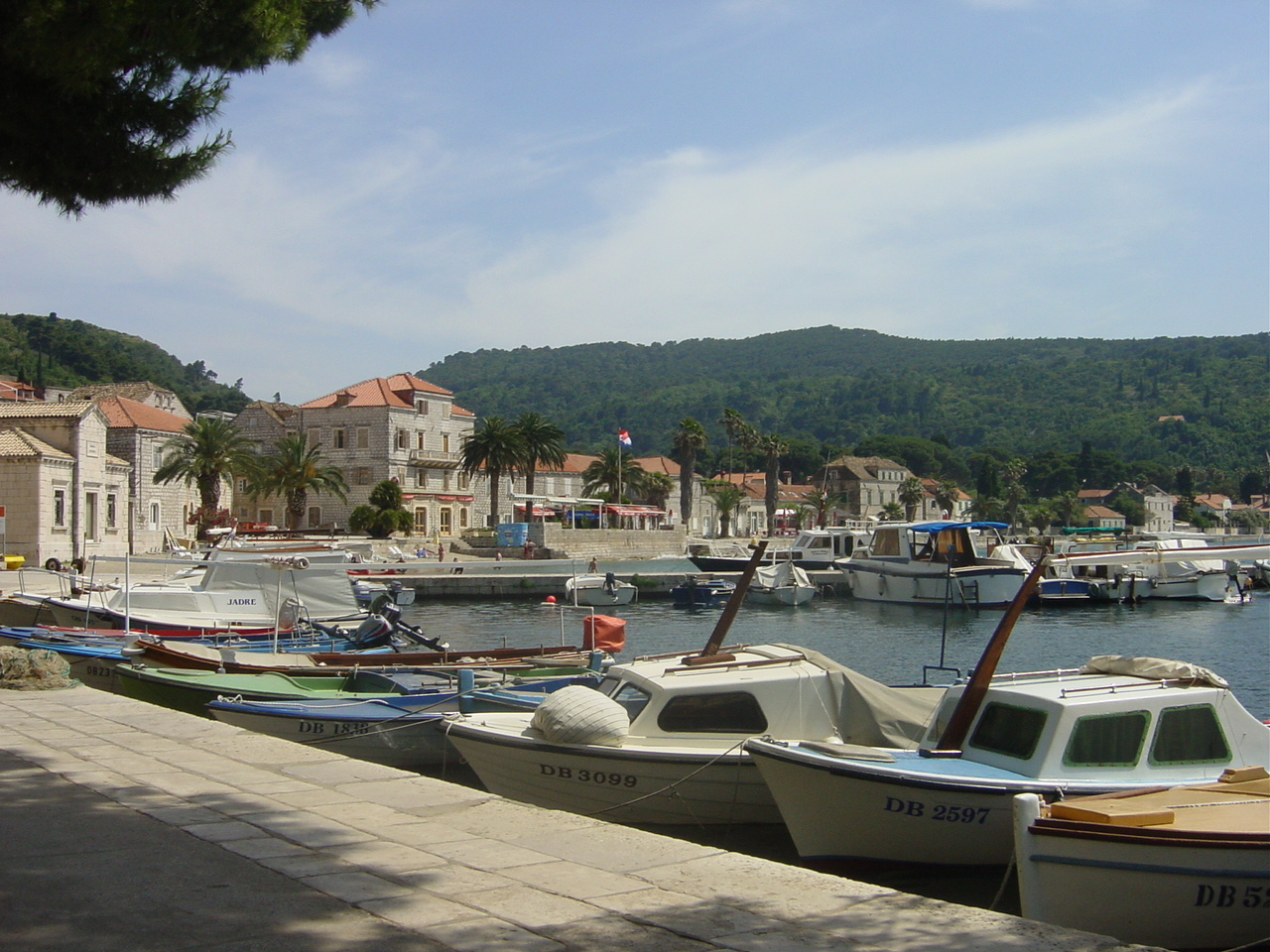
Port Lopud

Lopud – wieś w Chorwacji, w żupanii dubrownicko-neretwiańskiej, w mieście Dubrownik. W 2011 roku liczyła 249 mieszkańców.
Leży na północno-zachodnim wybrzeżu adriatyckiej wyspy o tej samej nazwie. Jej nazwa pochodzi od łacińskiej nazwy wyspy (Lafota). Została założona przez Greków w starożytności oraz była stosunkowo ważnym i popularnym portem morskim aż do 1667 roku, kiedy w trzęsieniu ziemi zginęła prawie cała ludność wyspy.